# LCD (bildskärm)
1. Vertikalt filmfilter för att polarisera det inkommande ljuset
2. Glassubstrat med ITO-elektroder. Formen på dessa elektroder kommer att bestämma den mörka formen som syns när skärmen slås på. Små upphöjda ränder är etsade på ytan så att den flytande kristallen är i linje med det polariserade ljuset.
3. Nematiskt twistade flytande kristaller
4. Glassubstrat med den gemensamma elektrodfilmen (ITO) och dess horisontellt upphöjda ränder för att vara i linje med det horisontella filtret.
5. Horisontellt filmfilter för att blockera/släppa igenom ljus.
6. Spegelyta som reflekterar det inkommande ljuset. I de delar av skärmen där kristallerna har polariserats med en ström kommer inget ljus att släppas igenom eller reflekteras och kristallerna blir därför svarta.

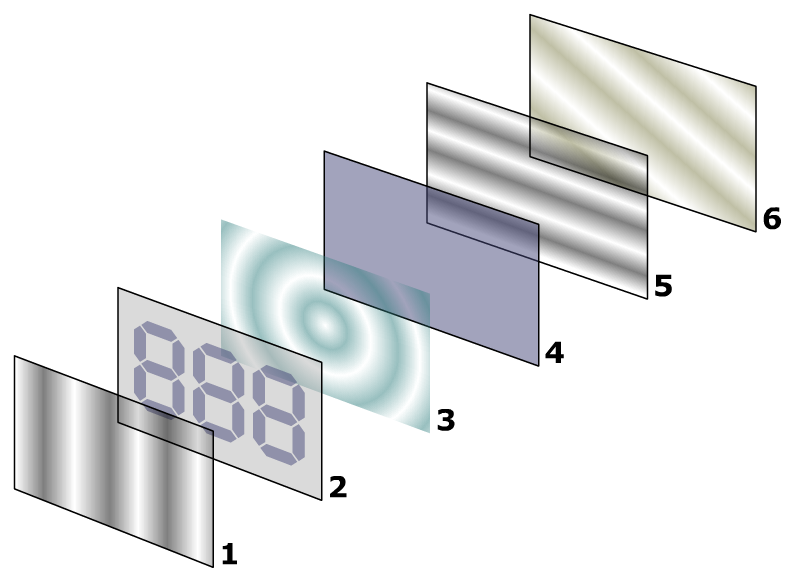
Reflektiv nematisk (av grekiska nemato, ’trådlik’; kristallerna har endast riktningen gemensamt) twistad (vriden) flytande kristall-skärm
- Vertikalt filmfilter för att polarisera det inkommande ljuset
- Glassubstrat med ITO-elektroder. Formen på dessa elektroder kommer att bestämma den mörka formen som syns när skärmen slås på. Små upphöjda ränder är etsade på ytan så att den flytande kristallen är i linje med det polariserade ljuset.
- Nematiskt twistade flytande kristaller
- Glassubstrat med den gemensamma elektrodfilmen (ITO) och dess horisontellt upphöjda ränder för att vara i linje med det horisontella filtret.
- Horisontellt filmfilter för att blockera/släppa igenom ljus.
- Spegelyta som reflekterar det inkommande ljuset. I de delar av skärmen där kristallerna har polariserats med en ström kommer inget ljus att släppas igenom eller reflekteras och kristallerna blir därför svarta.

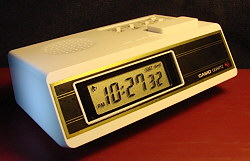
LCD-skärm i klockradio.

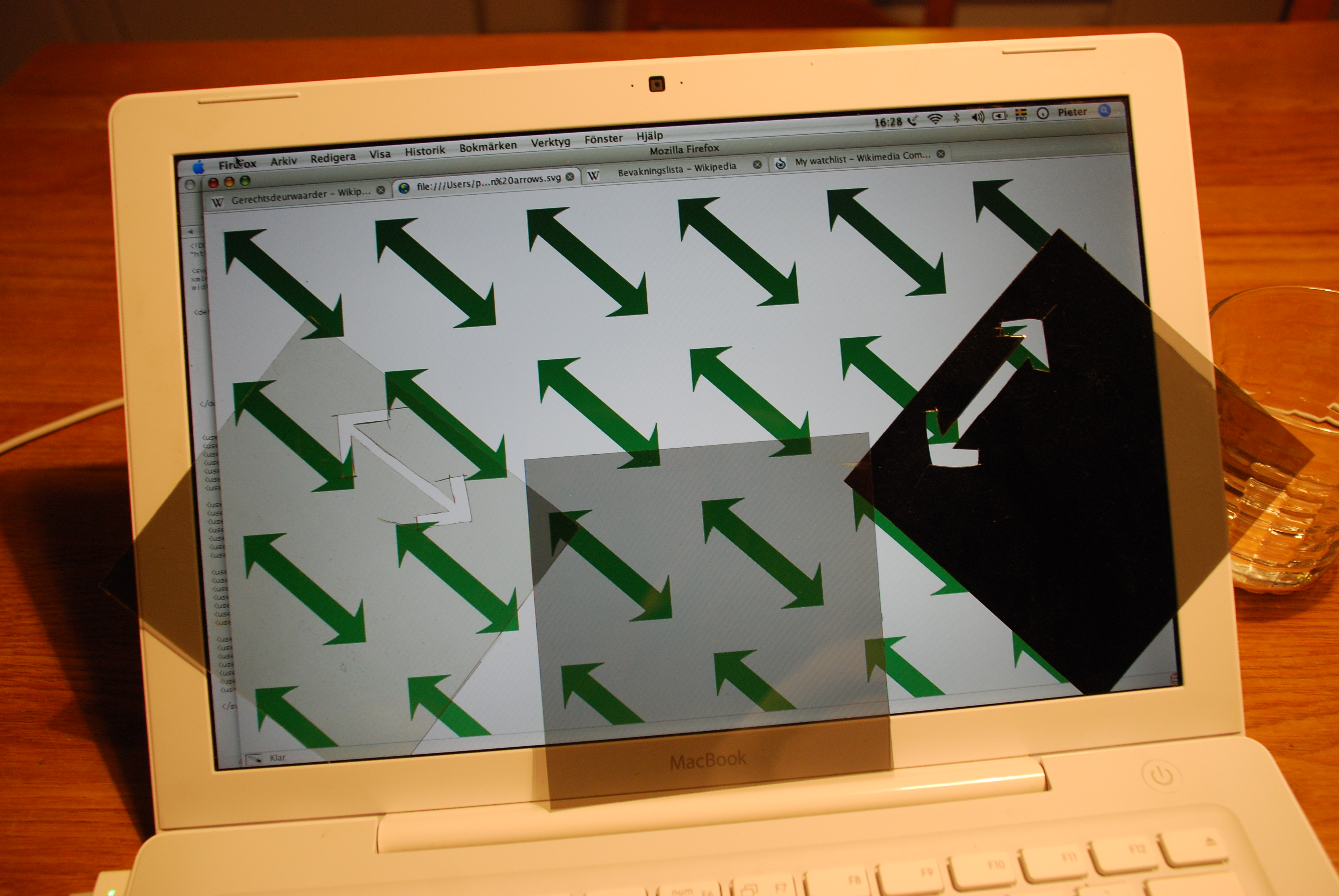
Aktiv LCD-skärm med en bild som anger polarisationsriktningen av det transmitterade ljuset. Tre polariserande plastfilter med olika vinklar används för illustration.

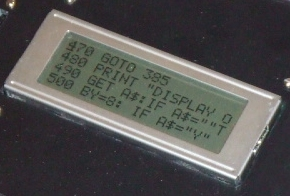
20x4-teckens LCD-display

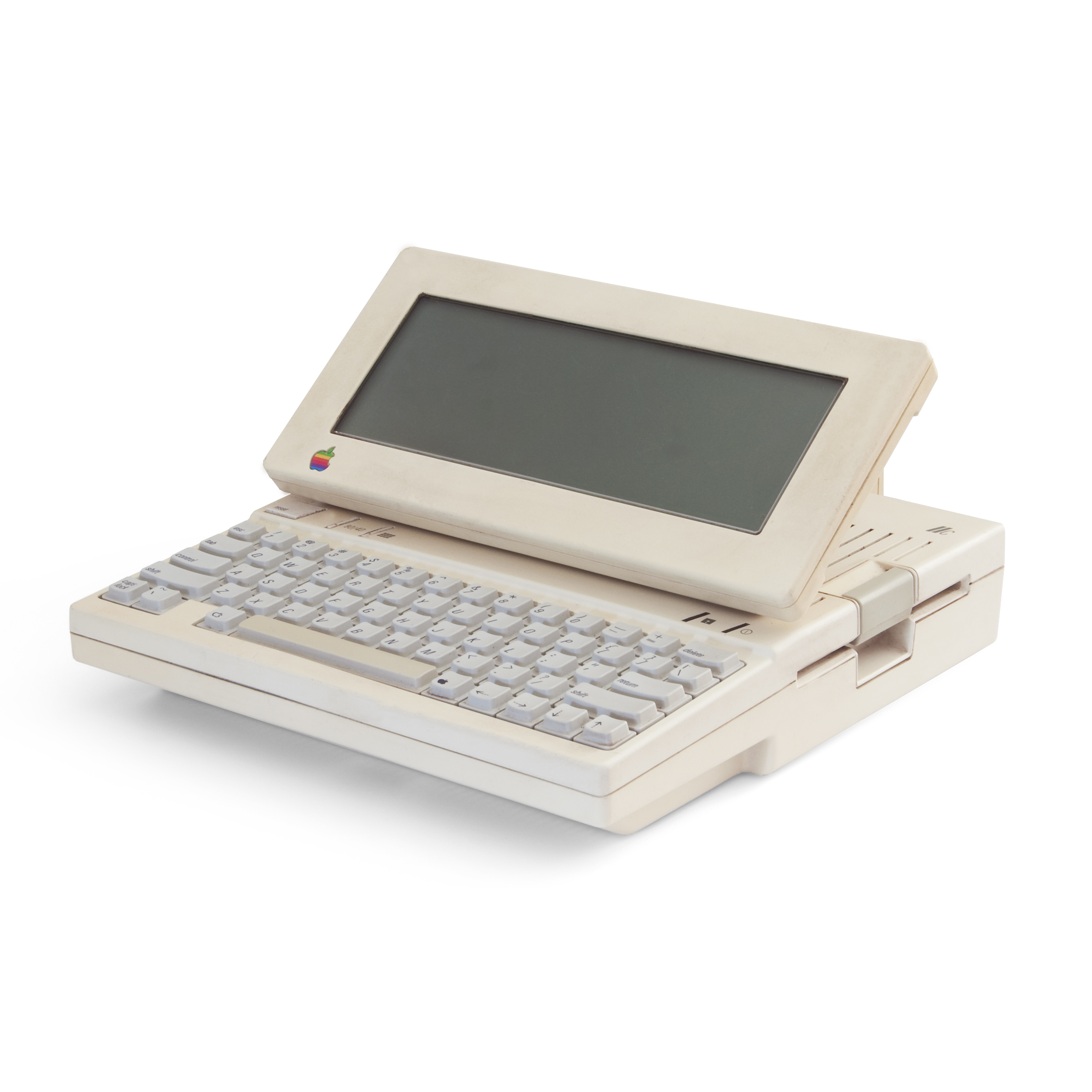
Apple IIc med monokrom LCD-display

LCD-skärm eller bara LCD (av engelska liquid crystal display, ungefär "skärm av flytande kristaller"), ibland flytande kristall-skärm (även "flytkristallskärm"), är en typ av bildskärm, som tillverkas från små moduler med ett fåtal siffror (7-segmentsdisplay) och symboler exempelvis i armbandsur, till stora bildskärmar som kan visa datorgrafik eller TV-bild. 
LCD-skärmen är en typ av plattskärm, där ett tunt lager av celler med flytande kristaller bildar skärmbilden. En LCD-skärm fungerar genom att egenskaperna hos flytande kristaller bestämmer den optiska genomträngningsförmågan hos ljusstrålar beroende av pålagd spänning över kristallen. Skärmen är inte lambertiell, det vill säga synligheten är beroende på vilken synvinkel ögat har för att upptäcka ljusstrålarna. Fenomenet upptäcktes 1888 och började användas i stor skala på 1970-talet, i miniräknare, klockor, spel etc. Bildskärmar med monokrom punktgrafik förekom i bärbara datorer från 1980-talet. 2008 gick LCD-skärmarna om katodstråleskärmarna i antal sålda enheter för dator- och TV-bruk, som anses ha ersatts helt i vanligare tillämpningar.
En LCD-skärm är en digital bildskärm, dvs. oavsett insignal hanteras bildinformationen av digital elektronik som styr respektive bildpunkt ("pixel").

## Transmittiv och reflektiv skärmtyp
LCD:er kan antingen vara transmittiva eller reflektiva. En transmittiv LCD har ett lysande lager på ena sidan och ses från den andra. Aktiva celler är därför mörka medan inaktiva celler är ljusa. Denna typ av LCD används i skärmar som kräver hög kontrast. Vanligtvis konsumerar lampan mer energi än själva LCD:n.
En reflektiv LCD, som vanligtvis används av miniräknare och armbandsur, använder ljus från omgivningen som reflekteras i bakre delen av skärmen. Skärmen har ofta lägre kontrast eftersom ljusstrålen passerar två gånger genom LCD innan den når ögat. Fördelarna med denna skärm är att det inte finns någon lampa som konsumerar energi och därmed förlängs ett eventuellt batteris hållbarhet.
En transflektiv(transflexiv) LCD använder en kombination av transmittiv och reflexiv teknik.

## Färgskärmar
Flytande kristaller som används i LCD:er släpper ut ljus oberoende av våglängden, men olika förbättringar har lagts till för att producera färger.
I en färg-LCD delas varje pixel upp i tre komponenter: en med ett rött filter, en med ett grönt filter och en med ett blått filter. Pixeln kan fås i godtycklig färg genom att variera respektive färgkomponents ljusstyrka (gråskalenivå). 
Även pixelgeometrin, det vill säga hur de tre komponenterna är ordnade, inverkar på färgen.

## Aktiva och passiva skärmar
Kristallskärmar med få segment (pixlar), som de i armbandsur, miniräknare eller den ”digitala siffran” (som ofta baserar sig på lysdioder), dvs 7-segmentsdisplayen, är ofta kopplade med en kontakt var för sig, det vill säga varje segment adresseras med en egen ledning. Den elektriska signalen för att driva varje segment kommer från en yttre krets. Denna så kallade direkta adressering blir snabbt komplex, och displayens storlek begränsas av ledningsdimensionen som måste dras till varje segment, om inte mer kostsamma framställningsmetoder används.
Halvstora skärmar, som till exempel monokroma fickdatorer och vissa små TV-skärmar, har en så kallad matrisadressering. Denna typ har kontakter för varje rad och kolumn, istället för varje individuell pixel. Nackdelen är dock att endast en pixel kan adresseras åt gången. Övriga pixlar måste komma ihåg deras tillstånd till dess att kontrollkretsen har tid att förändra dem. Detta resulterar i försämrad kontrast och dålig bild för snabba rörelsebilder. Ju fler pixlar som displayen har, desto mer ökar nackdelarna. Tekniken i dessa displayer är ofta supertwistad nematik (STN), eller en variant med dubbellager, så kallad dubbelt supertwistad nematik (DSTN), som korrigerar färgskiftningsproblemet hos STN-baserade displayer. Det finns dock övrig teknik som kan komma att utnyttja passiv matrisadressering, där varje beståndsdel av pixeln har någon form av bistabilitet från ämnets ferroelektriska eller ferromagnetiska egenskaper.
För färgskärmar med hög upplösning, som till exempel datorskärmar, används aktiv matrisadressering. LCD-panelen innehåller då också en matris av tunnfilmstransistorer (TFT) som täcker varje enhet (varje pixel utgörs av tre enheter). Denna enhet bevarar det elektriska tillståndet för varje pixel när de andra pixlarna håller på att uppdateras. På så sätt har man skapat en konstgjord bistabilitet, så kallad "flip-flop"-egenskap. Denna metod resulterar i ljusare och skarpare skärm än displayer av samma storlek baserade på passiv matrisadressering.

## Tillverkare som gör LCD-skärmar
- Fujitsu
- LG Electronics
- Hitachi
- NEC Corporation
- Panasonic Corporation (tidigare Matsushita)
- TPV Technology (Philips)
- Samsung
- Sony
- Toshiba
- Sharp